# Фюрих, Йозеф фон
Йозеф, рыцарь фон Фюрих (нем. Joseph Ritter von Führich, род. 9 февраля 1800 г. Храстава (Кратцау) — ум. 13 марта 1876 г. Вена) — австрийский рисовальщик и живописец, работавший преимущественно над религиозными и историческими сюжетами. Назареец.

## Жизнь и творчество
Йозеф фон Фюрих родился в Богемии (ныне Чешская республика). Сын художника Венцеля Фюриха, в семье было двенадцать детей; сестра Йозефа, Мария Антония Фюрих, также впоследствии стала известной художницей.
Первые уроки рисования Йозеф получил у отца, занимался живописью также самостоятельно. В 1819 году на выставке в Праге были выставлены две картины Й. Фюриха, получившие положительные отзывы критики. При поддержке Христиана Кристофа Глам-Галлас, графа фон Кратцау, молодой человек поступает учиться в Художественную академию Праги, в класс Йозефа Берглера-младшего. Уже во время учёбы занимается росписью церквей, а также иллюстрированием произведений И. В. Гёте, Ф.Шиллера, Людвига Тика, Августа Коцебу, К. М. Виланда и др.
Во время учебной поездки в Вену молодой живописец своим рисунком на тему «Женевьева» Л. фон Тика произвёл на канцлера империи, князя фон Миттерниха столь положительное впечатление, что последний в 1829 году дал Фюриху средства на продолжение образования в Риме. Здесь художник знакомится Фридрихом Овербеком, который предоставляет Фюриху возможность участвовать в декорировании римской Виллы Массимо. В Риме же он знакомится с искусством немецких назарейцев, и с тех пор религиозная тема становится основной в его творчестве (в связи с чем он получил среди знакомых прозвание «Богослов с карандашом»).
В 1831 году мастер возвращается в Прагу и в том же году женится на Франциске Гасснер.
В 1834 году князь фон Меттерних приглашает Фюриха в Вену и назначает представителем «Графской Ламбергской картинной галереи» (ныне — в Академии изящных искусств Вены). В этом качестве он, совместно с художником Эдуардом Энгертом, в 1838 году ездит в Венецию, где закупает картины для галереи. Вскоре после этого в академии искусств открывается кафедра исторической композиции, и первым её возглавляет Й. Фюрих.
Кроме графических произведений на религиозную тематику, Фюрих создаёт также картины масляными красками, декорирует ряд церквей в Австрии. В 1848 году, во время революционных событий в Вене, он вынужден бежать в северную Чехию. В 1851 году художник возвращается в Вену и через некоторое время возобновляет преподавание в Академии. Среди его учеников — Карл Йозеф Гейгер.
В 1861 году художник по указу императора Франца-Йозефа I был возведён в рыцарское достоинство.
Последней его работой были эскизы цветных витражей для венского собора св. Стефана, выполнить которые его лично просил император. С 1872 года мастер более не занимается художественным творчеством. К своему 75-летию Й. фон Фюрих становится почётным гражданином города Вена.
Й.фон Фюрих — автор художественно-критического труда Об искусстве (Von der Kunst). в 4-х томах (Вена, 1866—1869).

## Галерея
- Путь Марии в горах, 1841
- Дорога на Эммаус
- Мария с Иисусом и Иоанном Крестителем, 1826
- Мадонна с младенцем, Св. Адельгейдой и Св. Франциском, 1835
- Триумф Моцарта, 1857
- Иаков встречает Рахиль со стадом её отца, 1836